# Куватов, Рустам Баротович
Рустам Баротович Куватов (род. 9 ноября 1977 года) — мастер спорта Республики Казахстан международного класса по лёгкой атлетике (ходьба спортивная).

## Биография
Начал заниматься спортивной ходьбой с 16 лет. Уже спустя три года выиграл дистанцию в 50 км на чемпионате России, который прошел в Ижевске. На счету Рустама ряд спортивных наград первенств Азии и России, а также международных и республиканских спартакиад.
На Олимпиаде 2004 года в Афинах на дистанции 50 км показал 37-й результат — 4:13,40.
На Олимпиаде 2008 года в Пекине на дистанции 20 км был 42-м с результатом — 1:28,25.
На чемпионатах Азии завоевал две бронзовые награды:
в 2006 году в Иордании и
в 2007 году в Японии.
На чемпионате мира 2009 года в Берлине был лишь 37-м на дистанции 20 км
с результатом 1:28,47.
Многократный чемпион Казахстана.
Выступал за Павлодар, позже за Уральск.